# Knud Holm Tved
Knud Holm Tved (født 2. oktober 1909 i København, død 17. februar 1984) var en socialdemokratisk politiker. Han var medlem af Folketinget fra 1964 til 1971.
Tved var søn af snedkermester Niels Holm Tved. Han havde været elev på Roskilde Højskole og Esbjerg Højskole og blev udlært stereotypør hvilket han arbejde som ved Sjællandsposten (Aktuelt) i Hillerød. Han blev sekretær i foreningen Een Verden i 1961 og rejsesekretær i Socialdemokratisk Forbund i 1963. Knud Holm Tved var far til det senere folketingsmedlem Jørgen Tved.
Tved var formand for Danmarks socialdemokratiske Ungdom (DSU) i Frederiksborg Amt fra 1939 til 1945 og formand for Socialdemokratiet i Hillerødkredsen fra 1945.
Han var medlem af sognerådet i Frederiksborg Slotssogn fra 1946 til 1958 og medlem af skatterådet i Hillerød Skattekreds fra 1961. Han blev opstillet til Folketinget for Socialdemokratiet i Hillerødkredsen i 1961 og opnåede valg til Folketinget ved folketingsvalget i 1964. Han blev genvalgt i 1966 og 1968, men genopstillede ikke ved valget i 1971.
Tved fik ophævet sin parlamentariske immunitet i 1971 da han var anklaget for manglende agtpågivenhed i trafikken (brud på færdselsloven).